# Eutettix nitens
Eutettix nitens är en insektsart som beskrevs av Van Duzee 1909. Eutettix nitens ingår i släktet Eutettix och familjen dvärgstritar. Utöver nominatformen finns också underarten E. n. pellucidus.